# 破産宣告
破産宣告（はさんせんこく）とは、いわゆる旧破産法（大正11年4月25日法律71号）において、債務者について破産手続を開始する旨の決定をいう。法文上既に廃止された用語であり、2005年から施行された現行破産法 （平成16年6月2日法律第75号）においては「破産手続開始の決定」という。
以下、本稿の記述は既に廃止された旧法に関するものであるから、注意されたい。

## 破産宣告（同時廃止を含む）
破産原因の存在が証明されれば、裁判所は破産宣告をなす。
裁判所は、破産宣告と同時に破産管財人を選任し、債権届出の期間、第1回債権者集会の期日及び債権調査の期日を定める（破産法142条1項、157条）。
また、裁判所は、直ちに、破産決定の主文、破産管財人の住所・氏名、債権届出の期間等を公告し、判明している債権者、債務者等にこれらを記載した書面を送達することを要する（同法143条1項、2項、118条1項）。
なお、公告と送達につき、破産法111条、115条1項、117条、118条2項を参照されたい。
もっとも、裁判所が、破産財団をもって破産手続の費用を償うに足りないと認めるときは、破産宣告と同時に破産廃止（破産手続を清算目的を達しないまま終了させる決定）をなすことを要する（同法145条1項）。これを同時破産廃止、あるいは単に同時廃止といい、この場合、破産管財人は選任されないし、債権届出の期間等も定められない。

## 破産財団
破産者が破産宣告の時において有する一切の財産は、破産財団となる（同法6条1項）。
＊その他詳細は、破産財団を参照。

## 破産者の管理処分権喪失
破産財団の管理処分権は破産管財人に専属し（同法7条）、破産者は管理処分権を喪失する。
破産者が、破産宣告の後、破産財団に属する財産に関してなした法律行為は、これをもって破産債権者に対抗することができないし（同法53条1項）、破産宣告の後、破産財団に属する財産に関し、破産者の法律行為によらないで権利を取得しても、その取得は、これをもって破産債権者に対抗することができない（同法54条1項）。
不動産又は船舶に関し、破産宣告前に生じた登記原因に基づき、破産宣告後になした登記又は不動産登記法2条1項の規定による仮登記は、これをもって破産債権者に対抗することができない（同法55条1項本文）。もっとも、登記権利者が破産宣告の事実を知らずになした登記又は仮登記は、これをもって破産債権者に対抗することができる（同項但書）。
権利の設定、移転又は変更に関する登録又は仮登録及び企業担保権の設定、移転又は変更に関する登記についても、同様である（同条2項、3項）。
破産宣告の後、その事実を知らずに破産者になした弁済は、これをもって破産債権者に対抗することができる（同法56条1項）。
破産宣告の後、その事実を知って破産者になした弁済は、破産財団が受けた利益の限度においてのみ、これをもって破産債権者に対抗することができる（同条2項）。
破産法55条ないし57条の適用については、破産宣告の公告前にあってはその事実を知らなかったものと推定し、公告後にあってはその事実を知っていたものと推定する（同法58条）。

## 破産財団の運営機構
破産管財人は、裁判所がこれを選任し（同法157条）、裁判所の監督に属する（同法161条）。裁判所は、債権者集会の決議若しくは監査委員の申立てにより、又は職権をもって、破産管財人を解任することができる（同法167条本文）。
破産財団の管理処分権は破産管財人に専属し（同法7条）、破産財団に関する訴えについては破産管財人をもって原告又は被告とする（同法162条）。
破産管財人の任務終了の場合においては、破産管財人又はその相続人は、遅滞なく債権者集会に計算の報告をなすことを要する（同法168条）。
監査委員を置くか否かは、第1回債権者集会においてこれを議決することを要する（同法170条本文）。監査委員は3人以上とし、債権者集会においてこれを選任し（同法172条1項）、裁判所の認可を得ることを要する（同条2項）。監査委員は、いつでも債権者集会の決議をもってこれを解任することができるし（同法174条1項）、重要な事由があるときは、裁判所は、利害関係人の申立てにより、監査委員を解任することができる（同条2項）。
各監査委員は、いつでも破産管財人に対して破産財団に関する報告を求め、又は破産財団の状況を調査することができる（同法173条）。
債権者集会は、破産管財人若しくは監査委員の申立てにより、又は職権をもって、裁判所がこれを招集し（同法176条前段）、裁判所がこれを指揮する（同法178条）。
破産債権者は、確定債権額に応じてその議決権を行使することができる（同法182条1項）。未確定債権、停止条件付債権、将来の請求権又は別除権の行使によって弁済を受けることができないであろう債権は、その額について破産管財人又は破産債権者の異議があるときは、裁判所は、議決権を行わせるか否か及びいかなる金額についてこれを行わせるかを定める（同条2項）。
債権者集会の決議には、議決権を行うことができる出席破産債権者の過半数であって、その債権額が出席破産債権者の総債権額の半額を超える者の同意があることを要する（同法179条1項）。
債権者集会の決議は、これをもって監査委員の同意に代えることができ（同法183条1項）、債権者集会の決議が監査委員の意見と異なるときは、その決議に従う（同条2項）。

## 契約関係の処理
双務契約につき、破産者及びその相手方が破産宣告の当時いまだ共にその履行を完了していないときは、破産管財人は、その選択に従い、契約の解除をなし、又は破産者の債務を履行して相手方の債務の履行を請求することができる（同法59条1項）。
契約の解除があったときは、相手方は、その損害の賠償につき破産債権者としてその権利を行うことができる（同法60条1項）。
また、相手方は、破産者の受けた反対給付が破産財団中に現存するときはその返還を請求し、現存しないときはその価額につき財団債権者としてその権利を行使することができる（同条2項）。
賃貸人が破産の宣告を受けた場合においては、借賃の前払又は借賃の債権の処分は、破産宣告の時における当期及び次期に関するものを除くほか、これをもって破産債権者に対抗することができない（同法63条1項）。
このことによって損害を受けた者は、その損害の賠償につき、破産債権者としてその権利を行うことができる（同条2項）。

## 訴訟の受継等
破産財団に属する財産に関し破産宣告の当時係属する訴訟は、破産管財人又は相手方において、これを受継することができる（同法69条1項前段）。
破産債権につき破産財団に属する財産に対しなした強制執行、仮差押え、仮処分又は企業担保権の実行手続は、破産財団に対しては、その効力を失う。ただし、強制執行については、破産管財人において、破産財団のためその手続を続行することができる（同法70条1項）。
一般の先取特権者が破産財団に属する財産に対してなした競売手続も、同様である（同条3項）。
破産財団に属する財産に対し国税徴収法又は国税徴収の例による滞納処分をなした場合においては、破産宣告は、その処分の続行を妨げない（同法70条1項）。
破産財団に属する財産に関し、破産宣告の当時行政庁に係属する事件があるときは、その手続は、受継又は破産手続の解止に至るまで、これを中断する（同条2項）。
詐害行為取消訴訟（民法424条）が破産宣告の当時係属するときは、その訴訟手続は、受継又は破産手続の解止に至るまで中断する（同法86条1項）。

## 破産者等に対する制限
破産者は、裁判所の許可を得なければ、その居住地を離れることができない（同法147条）。これは、破産手続の進行に必要な情報は、破産者が最もよく知り得る立場にあるため、破産者が居住地を離れると手続の進行に支障をきたすからである。
裁判所は、必要と認めるときは、破産者の引致を命じることができるし（同法148条1項）、破産者が逃走し、又は財産を隠匿若しくは毀棄するおそれがあるときは、その監守を命ずることができる（同法149条1項）。
これらの制限は、破産者の法定代理人、理事及びこれに準じるべき者、支配人などについても準用される（同法152条）。
破産者、その代理人、その理事及びこれに準じるべき者などは、破産管財人、監査委員又は債権者集会の請求により、破産に関し必要な説明をなすことを要する（同法153条1項）。